# ラーズ・フレデリクセン
ラーズ・フレデリクセン（Lars Frederiksen、1971年8月30日 - ）は、アメリカ合衆国・カリフォルニア州キャンベル出身のミュージシャン。ランシドのギター、ボーカル担当。
1993年にランシドに加入した。

## 生い立ち
フレデリクセンが3歳の頃に父親が他界した後、母親のミナ・ダペロに育てられた。兄は『ゼロ・マガジン』のライターでありミュージシャンでもあるロバート・"ロブ"・ダペロである。しかし、その兄ロブは2001年2月に脳動脈瘤で他界した。ランシドの2003年のアルバム『インデストラクティブル』に収録された「Otherside」という曲は、ロブの想い出に捧げられている。フレデリクセンはカリフォルニア州サンノゼの近くの町、カリフォルニア州キャンベルで育った。

## 私生活
1998年にガールフレンドのミーガンと結婚したが、離婚した。その後、サンフランシスコのヨガ・インストラクターのステファニー・スナイダーと結婚。2人の息子を得た。2020年5月、ステファニーはフレデリクセンと離婚している。

## ディスコグラフィ

### ソロ・アルバム
- To Victory (2021年、Pirates Press) ※EP

### ラーズ・フレデリクセン・アンド・ザ・バスターズ
- 『ラーズ・フレデリクセン・アンド・ザ・バスターズ』 - Lars Frederiksen and the Bastards (2001年)
- 『バイキング』 - Viking (2004年)
- Switchblade (2006年、Rancid Records) ※EP
- Live And Loud!! (2017年、Pirates Press) ※ライブ

### ランシド
- 『ランシド』 - Rancid (1993年)
- 『レッツ・ゴー』 - Let's Go (1994年)
- 『…アンド・アウト・カム・ジ・ウルブス』 - ...And Out Come The Wolves  (1995年)
- 『ライフ・ウォウント・ウェイト』 - Life Won't Wait  (1998年)
- 『ランシドV』 - Rancid (2000年)
- 『インデストラクティブル』 - Indestructible (2003年)
- 『レット・ザ・ドミノズ・フォール』 - Let The Dominoes Fall (2009年)
- 『…オナー・イズ・オール・ウィー・ノウ』 - ...Honor Is All We Know (2014年)
- 『トラブル・メーカー』 - Trouble Maker (2017年)

### オールド・ファーム・カジュアルズ
- This Means War (2014年、Oi! the Boat/Randale)
- Holger Danske (2019年、Demons Run Amok Entertainment/Pirates Press)

### プロデュース・アルバム
- ランシド : 『…アンド・アウト・カム・ジ・ウルブス』 - ...And Out Come The Wolves  (1995年) ※共同プロデュース
- スウィンギン・アターズ : 『ストリーツ・オブ・サンフランシスコ』 - The Streets of San Francisco (1995年)[5]
- ビジネス : The Truth, The Whole Truth And Nothing But The Truth (1997年)
- Union 13 : East Los Presents (1997年)
- The Forgotten : Class Separation (1997年)
- Powerhouse : Pandemonium (1997年) ※EP
- Powerhouse : No Regrets (1997年)
- ランシド : 『ライフ・ウォウント・ウェイト』 - Life Won't Wait  (1998年) ※共同プロデュース
- Redemption 87 : The Spidey Sessions 1995 (1998年)
- Redemption 87 : All Guns Poolside! (1998年)
- ドロップキック・マーフィーズ : 『ドゥー・オア・ダイ』 - Do or Die (1998年)
- Pressure Point : Youth on the Street (1998年)
- The Forgotten : Veni Vidi Vici (1998年)
- ドロップキック・マーフィーズ : 『ギャングス・オール・ヒア』 - The Gang's All Here (1999年)
- アグノスティック・フロント : 『ライオット、ライオット、アップスタート』 - Riot, Riot, Upstart (1999年)
- Pressure Point : Cross to Bear (1999年)
- Anti-Heros : Underneath the Underground (1999年)
- マーキー・ラモーン・アンド・ザ・イントゥルーダーズ : The Answer to Your Problems? (1999年)
- Patriot : We the People (2000年)
- The Heart Attacks : Hellbound and Heartless (2006年)
- The Forgotten : The Forgotten (2008年)
- Harrington Saints : Pride & Tradition (2012年)